# 5月31日
5月31日（ごがつさんじゅういちにち）は、グレゴリオ暦で年始から151日目（閏年では152日目）にあたり、年末まであと214日ある。5月の最終日である。

## できごと

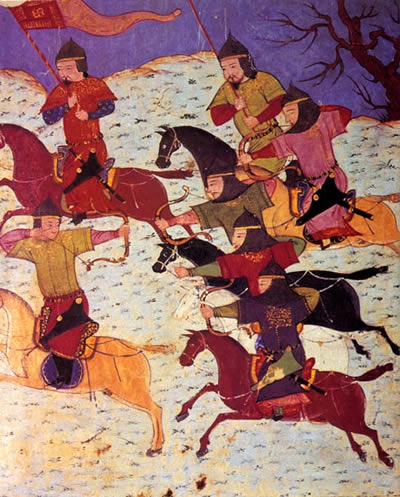
チンギス・カンの西征、カルカ河畔の戦い(1223)

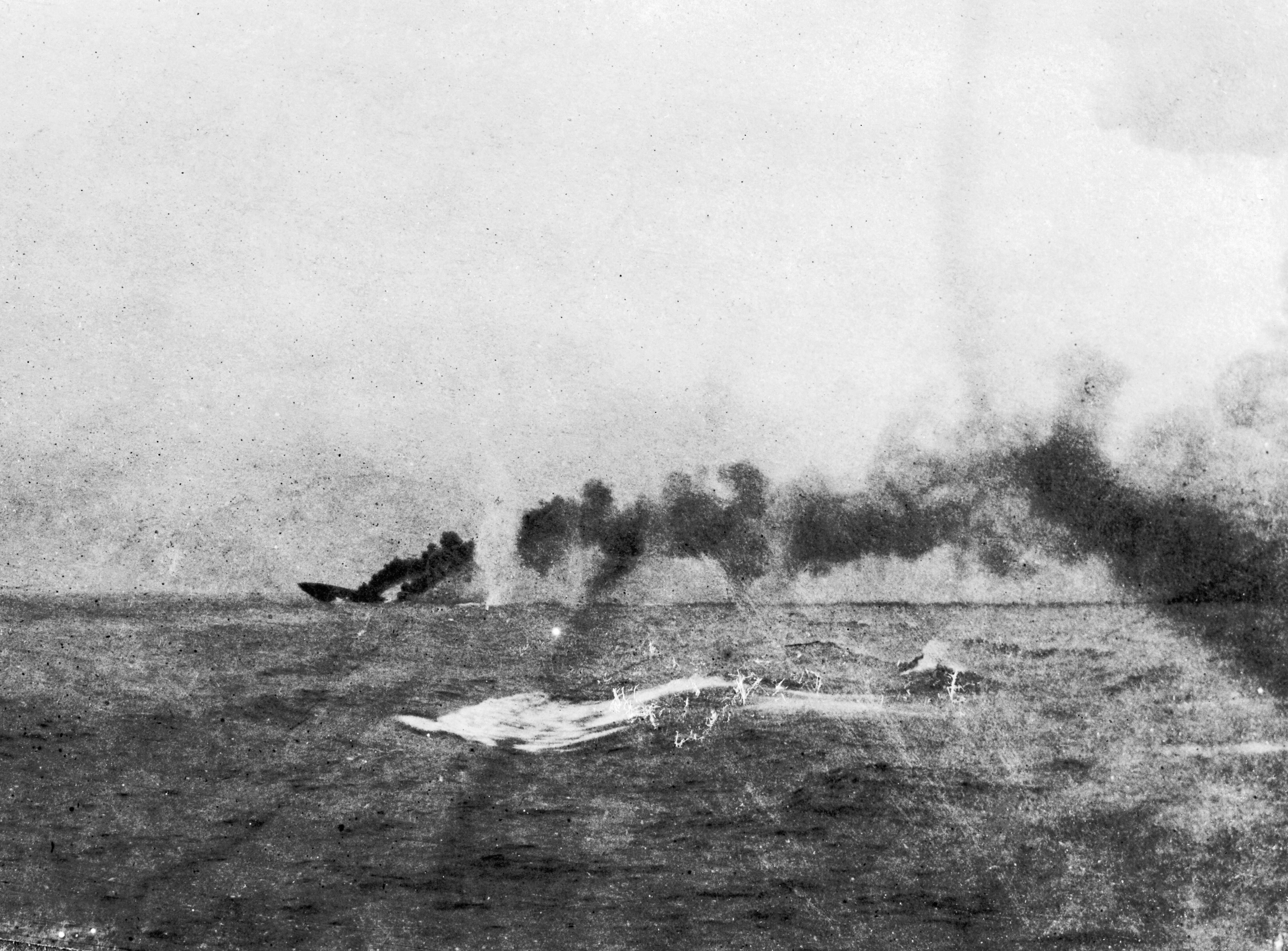
第一次世界大戦、ユトランド沖海戦はじまる(1916)

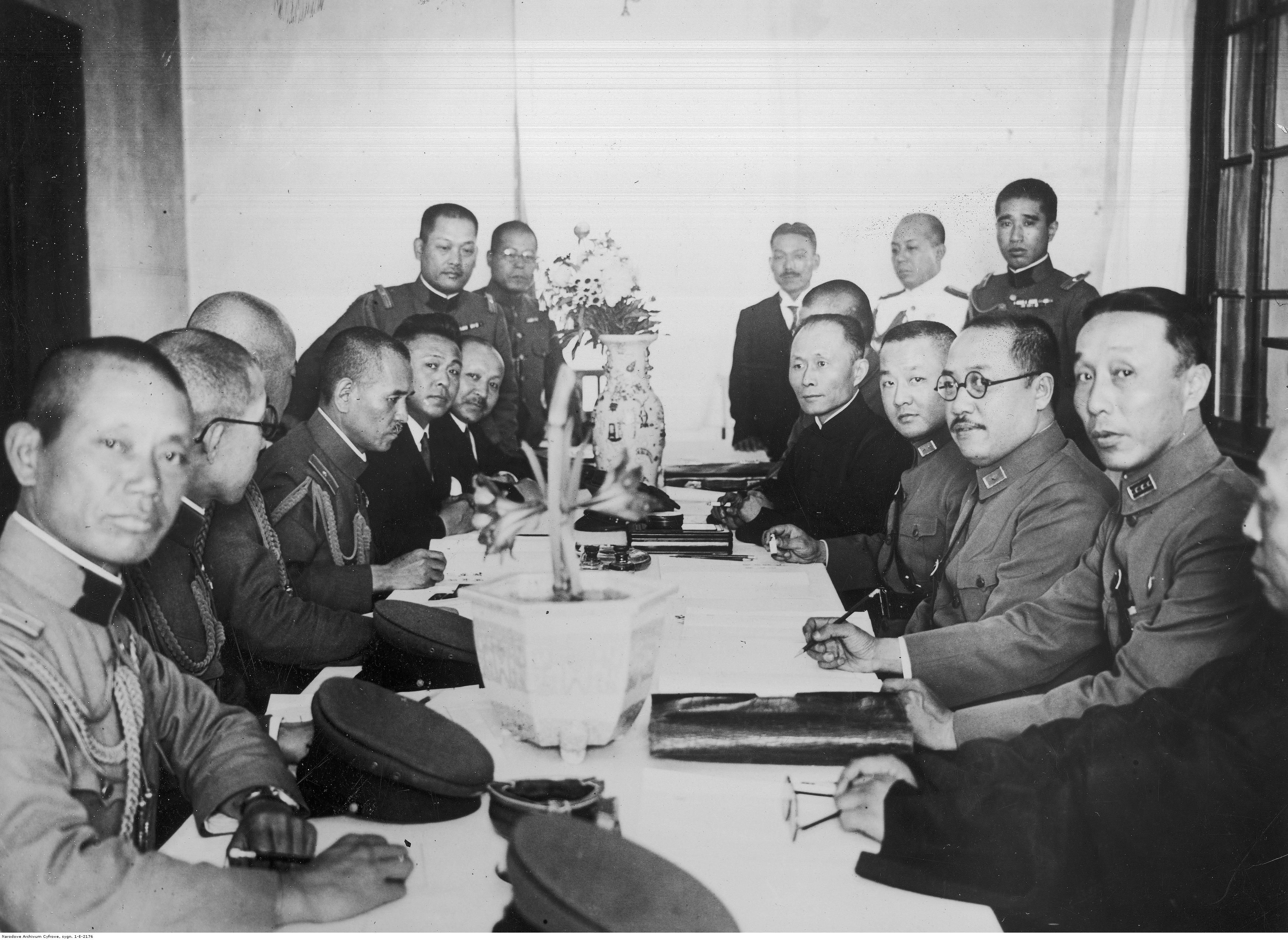
塘沽協定締結(1933)、満州事変の終結

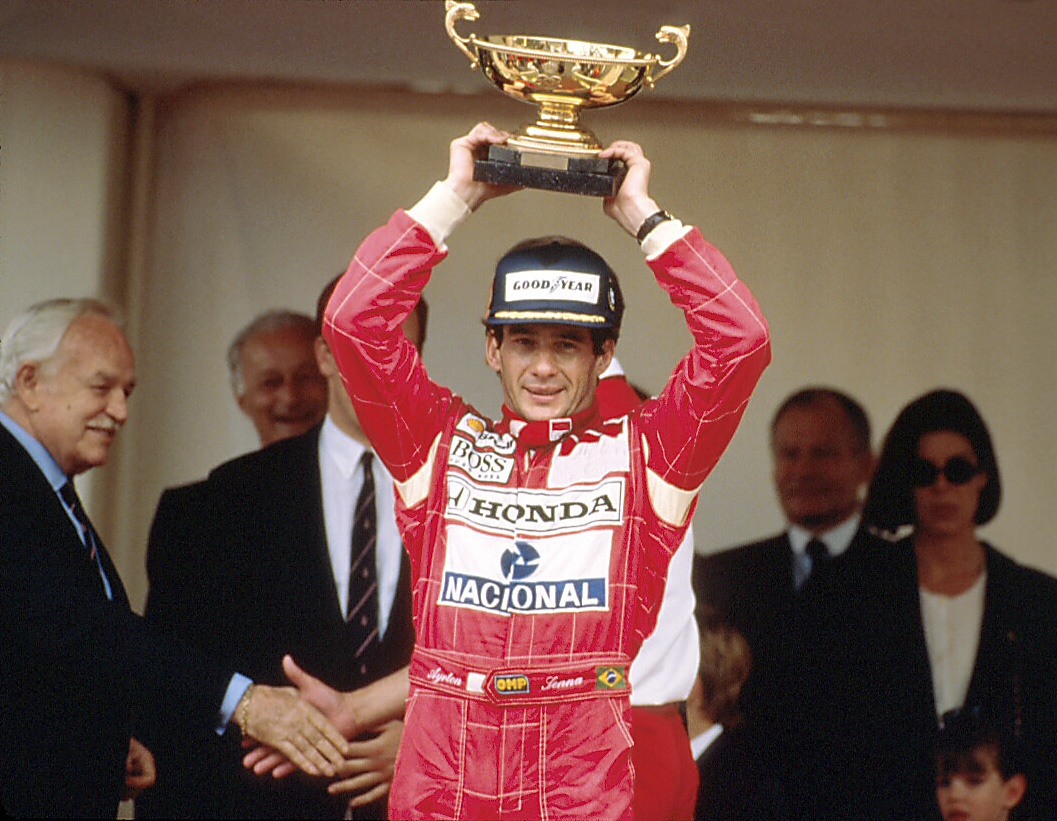
ナイジェル・マンセルとの激しい争いを制したアイルトン・セナ(1992)

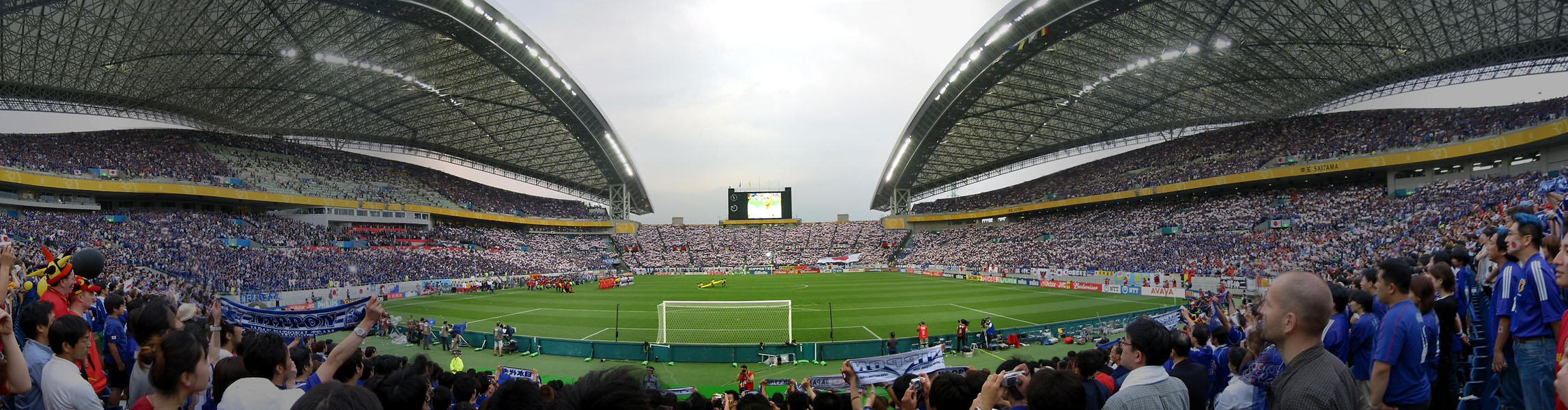
日韓共催のFIFAワールドカップ開幕(2002)

- 1223年 - チンギス・カンの西征: カルカ河畔の戦い。モンゴル帝国軍がキプチャク・ルーシ連合軍に勝利。
- 1578年 - パリに現存する最古の橋・ポンヌフが起工。
- 1604年（慶長9年5月3日） - 江戸幕府が京都・堺・長崎で糸割符制を導入。
- 1730年（享保15年4月15日） - 江戸幕府が上米の制を停止し、参勤交代の期間を元の1年おきに戻す。
- 1795年 - フランス革命: 革命裁判所廃止。
- 1832年 - フランスの数学者ガロアが、恋愛を巡る決闘で死亡。
- 1859年 - ロンドン・ウェストミンスター宮殿のビッグ・ベンの大時計が動き始める。
- 1862年 - 南北戦争: セブンパインズの戦い。
- 1864年 - 南北戦争: コールドハーバーの戦い。
- 1866年 - フェニアン襲撃: ナイアガラ襲撃。
- 1902年 - 第二次ボーア戦争: フェリーニヒング条約が締結され、戦争が終結。トランスヴァール共和国・オレンジ自由国がイギリス植民地となる。
- 1909年 - 両国国技館が完成。
- 1910年 - イギリス自治領として南アフリカ連邦が成立する。
- 1911年 - タイタニックの進水式。
- 1916年 - 第一次世界大戦: ユトランド沖海戦が始まる。6月1日まで。
- 1918年 - プロコフィエフが米への亡命途上、日本上陸。その後約2ヶ月間滞在。
- 1921年 - タルサ人種虐殺が勃発。翌日までに沈静化。
- 1924年 - 中華民国（北京政府）外交部総長顧維鈞とソ連側代表レフ・カラハンが北京で中ソ解決懸案大綱協定（中国語版）を締結し国交を結ぶ。ソ連がロシア帝国の権益を放棄する。
- 1933年 - 塘沽協定の締結によって満州事変が終結。
- 1933年 - 広島県宇品港で火薬運搬船（船名、トン数不詳）が爆発。船長夫妻が死亡、周囲の工場や民家500戸余りに被害[1]。
- 1937年 - 林銑十郎内閣が総辞職[2]。
- 1942年 - 第二次世界大戦: 日本海軍による特殊潜航艇によるシドニー港攻撃が行われる。
- 1943年 - 大東亜共栄圏: 御前会議で「大東亜政略指導大綱」を決定。
- 1945年 - 第二次世界大戦: 台北大空襲。日本統治下の台湾・台北市を米軍機が無差別爆撃。
- 1946年 - ウクライナ・キエフに第153試作設計局「OKB-153」（後のアントノフ設計局）が開局する。
- 1949年 - 行政機関職員定員法公布[3]。
- 1949年 - 国立学校設置法公布・即日施行。
- 1956年 - 川上哲治が通算2,000本安打を達成。
- 1959年 - バスク地方のスペイン、フランスからの分離独立を目指す急進的な民族組織であるバスク祖国と自由 (ETA) が発足。
- 1961年 - 南アフリカがイギリス連邦を脱退し、南アフリカ共和国となる。
- 1962年 - カリブ海地域のイギリス植民地で構成されていた西インド連邦が解散し、構成国は再びイギリスの直轄植民地に戻る。
- 1962年 - 東京メトロ地下鉄（旧営団）日比谷線と東武伊勢崎線（現:東武スカイツリーライン）との相互直通運転開始。
- 1970年 - ペルー北部でアンカシュ地震が発生。死者47,000人。
- 1977年 - トランス・アラスカ・パイプラインが竣工[4]。
- 1978年 - 西山事件に関して最高裁判所が被告人の上告を棄却。西山太吉記者の有罪が確定。
- 1985年 - 第1回東京国際映画祭開催。
- 1986年 - FIFAワールドカップメキシコ大会開幕。
- 1988年 - 鳥取・島根両県知事が、中海・宍道湖の淡水化事業の凍結を表明[5]。
- 1992年 - モナコグランプリ50回目という記念すべきレースとなった1992年F1モナコグランプリにて、マクラーレン・ホンダのアイルトン・セナとウィリアムズ・ルノーのナイジェル・マンセルがF1史に残るデッドヒートを展開し、セナが1992年シーズン初優勝を飾った。また、ホンダエンジンにとっても92年シーズン初優勝となった。
- 1995年 - 青島幸男東京都知事が世界都市博覧会の開催中止を最終決断[6]。
- 2001年 - W3CがXHTML1.1の仕様を勧告。
- 2002年 - FIFAワールドカップ 韓国・日本大会が韓国・ソウルで開幕。6月30日まで。
- 2002年 - 京都議定書が日本の国会で承認。
- 2005年 - 元FBI職員マーク・フェルトが、ウォーターゲート事件の内部告発者「ディープ・スロート」であったことを自ら明らかにする。
- 2006年 - 超党派野党、参議院に選択的夫婦別姓制度を盛り込んだ民法改正案を提出。
- 2013年 - 日本時間(UTC+9)の午前9時、東京スカイツリーからのテレビ本放送が開始[7]。
- 2014年 - 国立霞ヶ丘競技場陸上競技場最後のイベント「SAYONARA国立競技場FINAL "FOR THE FUTURE"」が開催され、56年の歴史に幕を下ろす[8]。

## 誕生日

### 人物

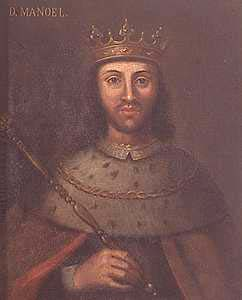
ポルトガルに絶対王政を確立した「幸運王」マヌエル1世(1469-1521)誕生。

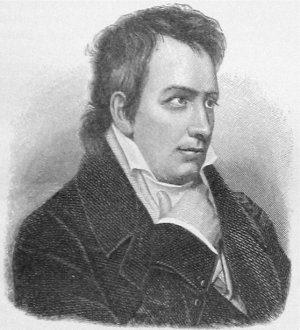
ロマン主義詩人、ルートヴィヒ・ティーク(1773-1853)誕生。

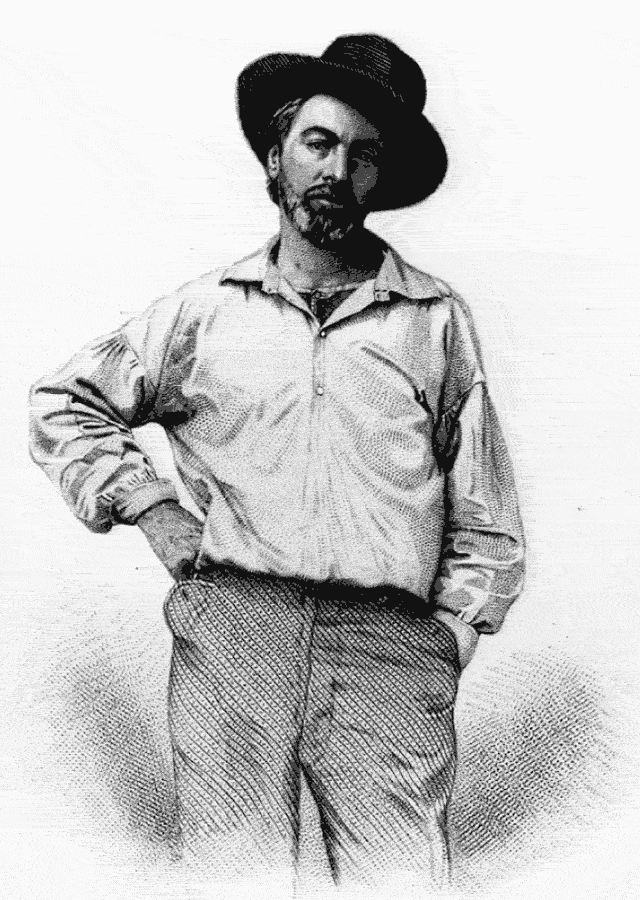
詩人ウォルト・ホイットマン(1819-1892)誕生。

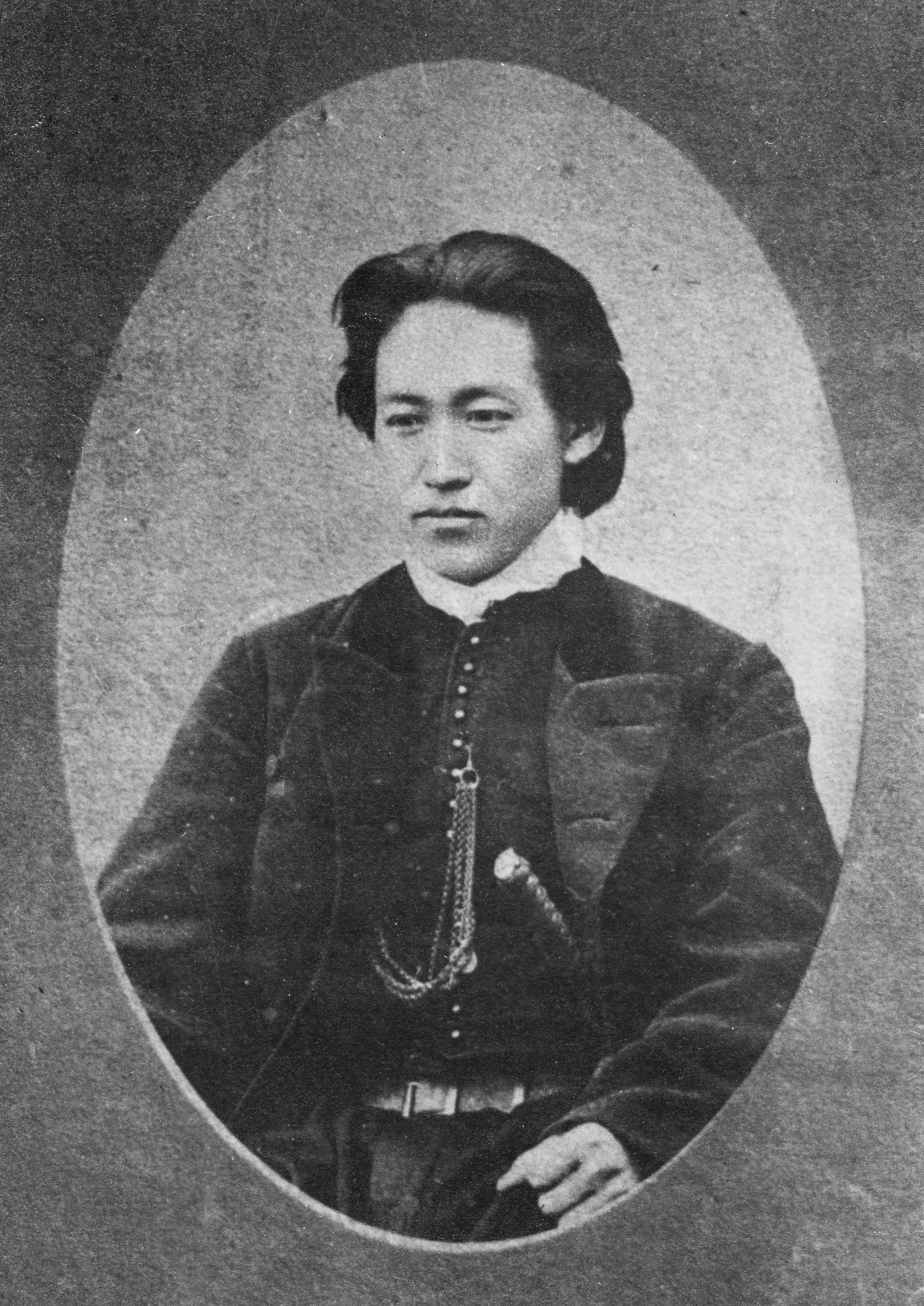
新撰組副長、土方歳三(1835-1869)誕生。

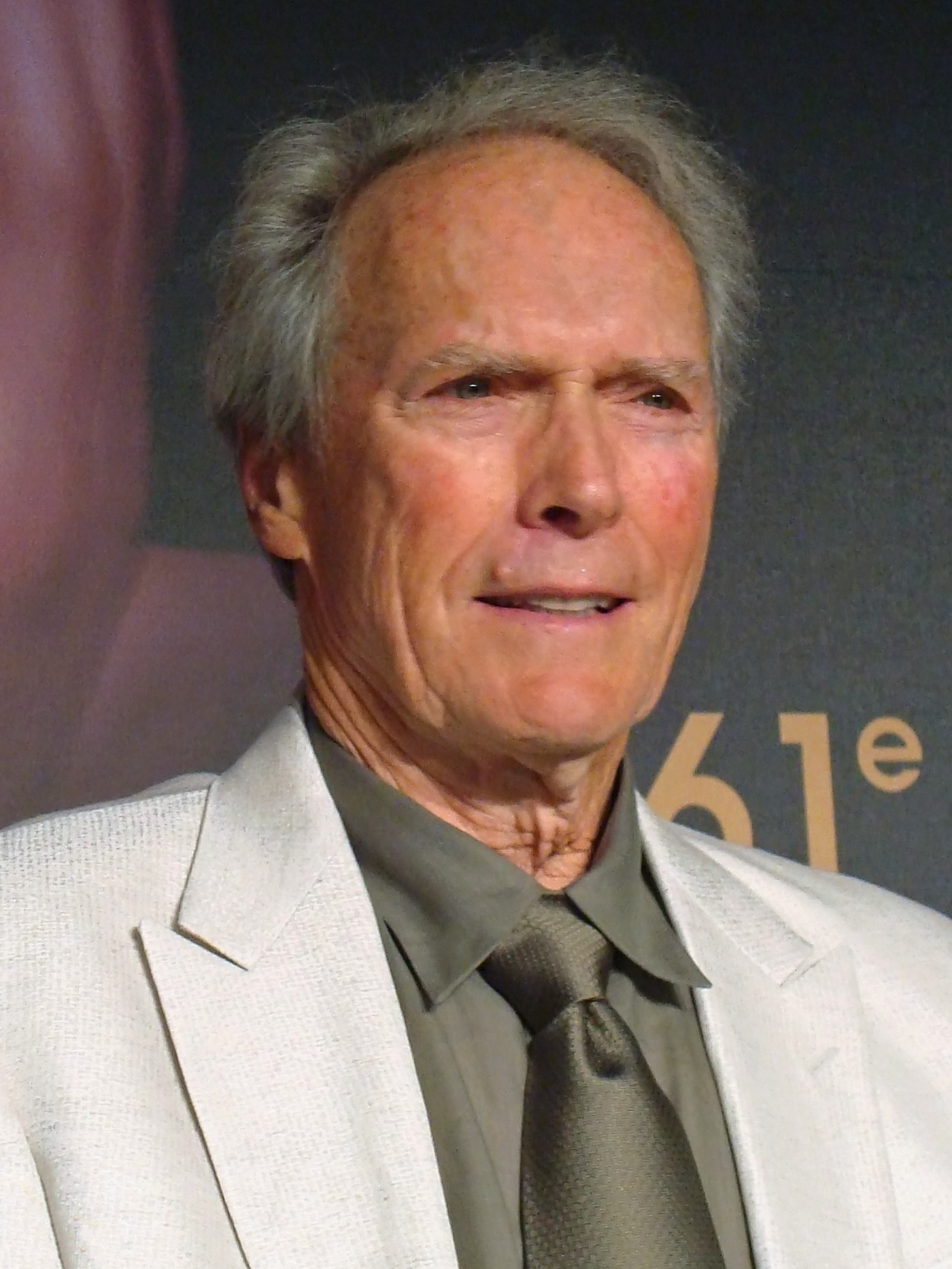
俳優・映画監督、クリント・イーストウッド(1930-)誕生。

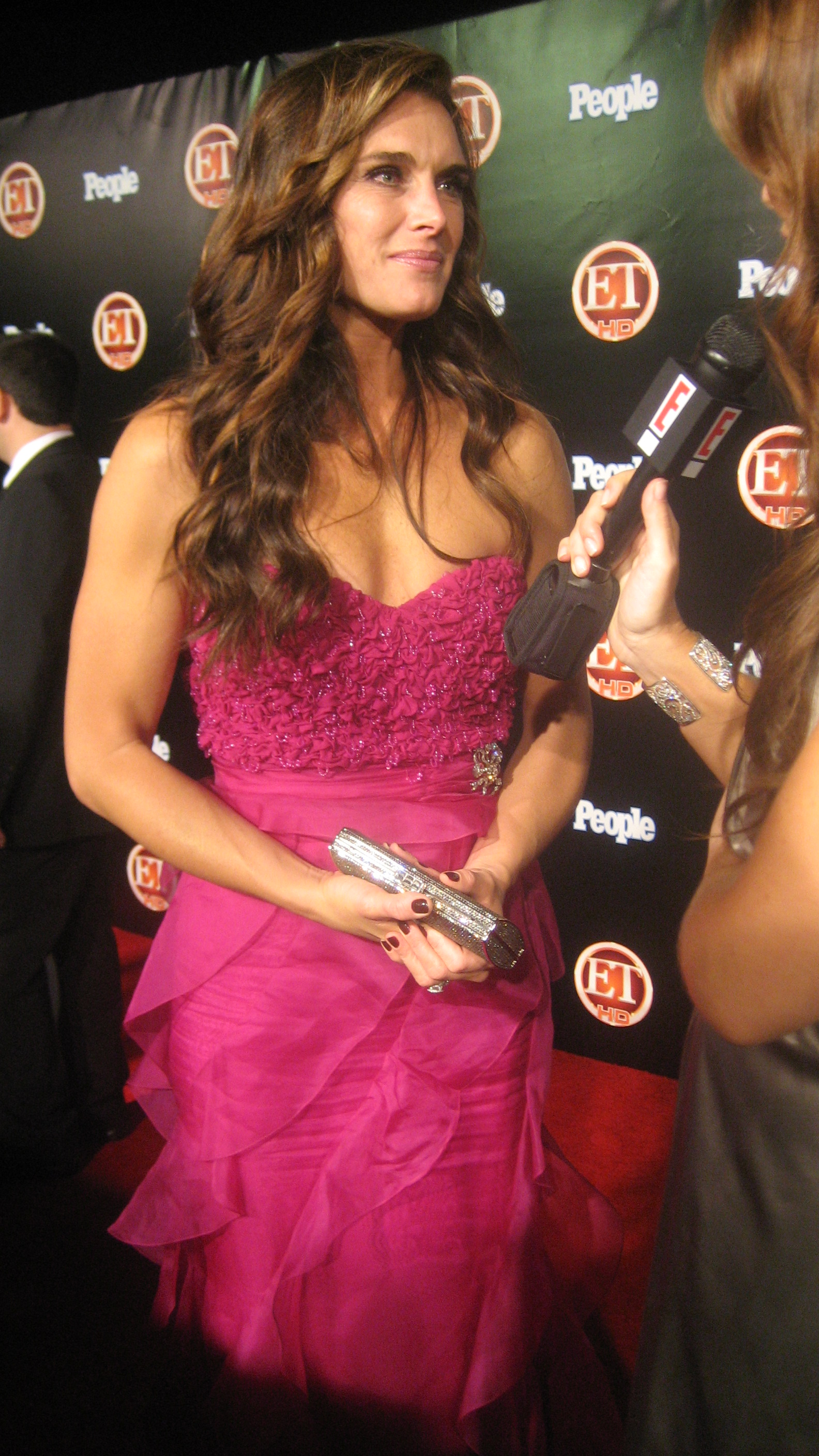
モデル・女優、ブルック・シールズ(1965-)誕生。

- 1469年 - マヌエル1世、ポルトガル王（+ 1521年）
- 1557年 - フョードル1世、ロシア皇帝（+ 1598年）
- 1640年（寛永17年4月11日） - 松平昌親、第5代・7代福井藩主（+ 1711年）
- 1750年 - カール・アウグスト・フォン・ハルデンベルク、政治家（+ 1822年）
- 1758年（宝暦8年4月25日） - 黒田直英、第3代久留里藩主（+ 1786年）
- 1758年（宝暦8年4月25日） - 細川治年、第7代熊本藩主（+ 1787年）
- 1773年 - ルートヴィヒ・ティーク、ロマン主義作家（+ 1853年）
- 1819年 - ウォルト・ホイットマン、詩人（+ 1892年）
- 1822年（文政5年4月11日） - 松平輝充、第9代高崎藩主（+ 1862年）
- 1827年（文政10年5月6日） - 楠本イネ、産科医、フィリップ・フランツ・フォン・シーボルトの娘（+ 1903年）
- 1835年（天保6年5月5日） - 土方歳三、新撰組副長（+ 1869年）
- 1837年（天保7年4月27日） - 木下俊愿、第16代日出藩主（+ 1880年）
- 1838年 - ヘンリー・シジウィック、哲学者、倫理学者（+ 1900年）
- 1854年 - ジョージ・パーキンス・メリル、地質学者（+ 1929年）
- 1857年 - ピウス11世、第259代ローマ教皇（+ 1939年）
- 1864年（元治元年4月26日） - 高橋秀臣、政治家、ジャーナリスト（+ 1935年）
- 1872年 - 四代目嵐芳三郎、歌舞伎役者（+ 1912年）
- 1881年 - ハインリヒ・ブルガー、フィギュアスケート選手（+ 1942年）
- 1885年 - 今井三郎、牧師（+ 1942年）
- 1887年 - サン＝ジョン・ペルス、詩人（+ 1975年）
- 1890年 - 今井邦子、歌人（+ 1948年）
- 1897年 - 徳川宗敬、林学者、伯爵（+ 1989年）
- 1899年 - 赤間文三、政治家、公選初代大阪府知事、第24代法務大臣（+ 1973年）
- 1900年 - 舟橋諄一、民法学者、九州帝国大学名誉教授（+ 1996年）
- 1901年 - 丸山定夫、俳優（+ 1945年）
- 1901年 - 高権三、歴史学者、政治学者（+ 没年不詳）
- 1904年 - 辰巳浜子、料理研究家（+ 1977年）
- 1908年 - ドン・アメチー、俳優（+ 1993年）
- 1910年 - 三遊亭小円、落語家、漫才師（+ 1975年）
- 1911年 - モーリス・アレ、経済学者（+ 2010年）
- 1912年 - 呉健雄、物理学者（+ 1997年）
- 1912年 - アルフレッド・デラー、声楽家（+ 1979年）
- 1913年 - コンスタンティン・シルヴェストリ、指揮者（+ 1969年）
- 1913年 - 井上早苗、テニス選手（+ 2011年）
- 1914年 - 伊福部昭、作曲家（+ 2006年）
- 1916年 - バーナード・ルイス、歴史家（+ 2018年）
- 1917年 - 塩崎潤、政治家（+ 2011年）
- 1921年 - アリダ・ヴァリ、女優（+ 2006年）
- 1922年 - デンホルム・エリオット、俳優（+ 1992年）
- 1923年 - 井上梅次、映画監督（+ 2010年）
- 1923年 - レーニエ3世、モナコ大公（+ 2005年）
- 1926年 - 土屋義彦、政治家（+ 2008年）
- 1927年 - 蔵原惟繕、映画監督（+ 2002年）
- 1930年 - クリント・イーストウッド、俳優、映画監督
- 1931年 - ジョン・ロバート・シュリーファー、物理学者（+ 2019年）
- 1935年 - 若杉弘、指揮者（+ 2009年）
- 1935年 - 小岩井清、政治家（+ 2008年）
- 1936年 - 東八郎、コメディアン、タレント（+ 1988年）
- 1937年 - 西村繁男、雑誌編集者（+ 2015年）
- 1938年 - ピーター・ヤロー、ミュージシャン（ピーター・ポール&マリー）（+ 2025年）
- 1940年 - オーギー・マイヤーズ、ミュージシャン
- 1941年 - ルイ・イグナロ、薬理学者
- 1942年 - 荒木敏明、フェンシング選手
- 1943年 - 宇佐美彰朗、元陸上競技選手、指導者
- 1944年 - 窪田吾朗、俳優
- 1944年 - 渡辺浩一郎、建築家
- 1945年 - ライナー・ヴェルナー・ファスビンダー、映画監督（+ 1982年）
- 1947年 - 五王四郎、声優
- 1948年 - 柴田美保子、女優
- 1948年 - 市村良三、政治家、実業家、元長野県上高井郡小布施町長（+ 2023年）
- 1948年 - マーティン・ハネット、音楽プロデューサー（+ 1991年）
- 1948年 - ジョン・ボーナム、ドラマー（+ 1980年）
- 1949年 - トム・ベレンジャー、俳優
- 1949年 - 金子勝美、元プロ野球選手
- 1950年 - 白井幹夫、ミュージシャン
- 1952年 - 船田政雄、元プロ野球選手
- 1953年 - 永見武司、元プロ野球審判員
- 1954年 - 小沢鋭仁、元政治家
- 1955年 - 工藤仁美、政治家、労働運動家
- 1955年 - トミー・エマニュエル、ギタリスト
- 1955年 - ローラ・ボー、プロゴルファー
- 1956年 - 榊原良子、声優
- 1956年 - 角富士夫、元プロ野球選手
- 1957年 - 久保木脩一朗、津軽三味線奏者
- 1957年 - 服部友則、政治家、千葉県八千代市長
- 1958年 - 生沢佑一、歌手
- 1958年 - 川本裕子、経済学者
- 1959年 - アンドレア・デ・チェザリス、F1ドライバー（+ 2014年）
- 1960年 - 永山彦三郎、作家、教員
- 1960年 - 高橋忠一、元プロ野球選手
- 1960年 - 小成たか紀、漫画家（+ 1966年）
- 1961年 - リー・トンプソン、女優
- 1962年 - 日髙のり子、声優
- 1962年 - 沢海陽子、声優、女優
- 1962年 - コリー・ハート、歌手、ソングライター
- 1963年 - 原野優、元野球選手
- 1963年 - 平井伯昌、水泳指導者
- 1964年 - 枝野幸男、政治家、衆議院議員
- 1965年 - 広岡由里子、女優
- 1965年 - ブルック・シールズ、女優
- 1965年 - 大門和彦、元プロ野球選手
- 1966年 - 白井孝幸、元プロ野球選手
- 1966年 - 八神健、漫画家
- 1967年 - 田村明浩、ミュージシャン（スピッツ）
- 1967年 - 萩原正人、お笑いタレント（元キリングセンス）
- 1967年 - 中村豊、アナウンサー、プロデューサー、ディレクター
- 1967年 - サンドリーヌ・ボネール、女優、映画監督
- 1968年 - 鈴木京香、女優
- 1968年 - 小島善博、元プロ野球選手
- 1968年 - 坂孝一、元プロ野球選手
- 1969年 - 大村巌、元プロ野球選手
- 1969年 - 児玉広志、競輪選手（+ 2015年）
- 1970年 - 村上誠一、元プロ野球選手
- 1970年 - 岡幸俊、元プロ野球選手
- 1970年 - 山之内健一、元プロ野球選手
- 1970年 - 杉浦貴、プロレスラー
- 1971年 - フランキー為谷、お笑いタレント
- 1971年 - 船尾隆広、野球指導者
- 1971年 - ホセ・マラベ、元プロ野球選手
- 1972年 - 山橋貴史、元サッカー選手、監督
- 1972年 - 森敦彦、元サッカー選手
- 1972年 - フローデ・エスティル、スキー選手
- 1972年 - デーブ・ロバーツ、元プロ野球選手
- 1974年 - 有吉弘行、タレント
- 1975年 - マック鈴木、元プロ野球選手
- 1976年 - 日高万里、漫画家
- 1976年 - 沢田石和樹、アナウンサー
- 1976年 - コリン・ファレル、俳優
- 1977年 - 小泉豊、声優
- 1977年 - あつ、シンガーソングライター
- 1977年 - 坪井大輔、実業家
- 1977年 - 宮下瞳、騎手
- 1977年 - 鈴木亜弓、陸上競技選手
- 1978年 - そのまんま美川、タレント
- 1978年 - ニーナ・ウラノワ、フィギュアスケート選手
- 1979年 - 松岡洋子、元テレビキャスター
- 1979年 - おぎたともこ、お笑いタレント（このみ）
- 1980年 - 勝村美香、女優
- 1980年 - 斎藤恵美、ファッションモデル
- 1980年 - 松本博之、俳優
- 1980年 - 眞鍋かをり、タレント
- 1981年 - ジェイク・ピービー、元プロ野球選手
- 1981年 - 里山浩作、元大相撲力士、年寄22代千賀ノ浦
- 1982年 - 片桐舞子、歌手
- 1982年 - ともしげ、お笑いタレント（モグライダー）
- 1982年 - 三野博幸、実業家、映画・演劇プロデューサー、ダーツプレイヤー、DJ
- 1982年 - 加藤領健、元プロ野球選手
- 1983年 - 片伯部浩正、俳優
- 1983年 - 山内惠介、歌手
- 1983年 - 三木二郎、元競泳選手、指導者
- 1983年 - 宮西亜紗美、元大食いタレント
- 1983年 - 野間口貴彦、元プロ野球選手
- 1984年 - 土岐田麗子、ファッションモデル
- 1984年 - 高橋優太、俳優
- 1984年 - 瀬間仲ノルベルト、元プロ野球選手
- 1984年 - 成岡翔、元サッカー選手
- 1984年 - ミロラド・チャビッチ、水泳選手
- 1984年 - アンドリュー・ベイリー、元プロ野球選手
- 1985年 - 北川瞬、俳優、モデル
- 1985年 - 松嵜麗、声優
- 1985年 - 関口奈美、フリーアナウンサー、気象予報士、防災士
- 1985年 - 垣本祐作、実業家、ドットライン社長
- 1985年 - 上野秀章、元サッカー選手、指導者
- 1985年 - 高橋昌大、元サッカー選手
- 1985年 - 杉原洋、元プロ野球選手
- 1986年 - 牛田裕子、声優
- 1986年 - ブルック・キャスティル、フィギュアスケート選手
- 1986年 - ルミカ、歌手
- 1986年 - ドリュー・ネイラー、元プロ野球選手
- 1987年 - 永島敬三、俳優
- 1987年 - やなぎなぎ、シンガーソングライター
- 1987年 - 清水章弘、学習塾経営者、ラジオパーソナリティ
- 1987年 - 春田剛、元プロ野球選手
- 1987年 - 車雨燦、元プロ野球選手
- 1988年 - 松岡佑季、俳優
- 1989年 - 朝井リョウ、小説家
- 1989年 - 佐藤雄一、俳優
- 1989年 - 藤岡拓太郎、ギャグ漫画家
- 1989年 - 奥村佳恵、女優
- 1989年 - マルコ・ロイス、サッカー選手
- 1989年 - 曺永哲、サッカー選手
- 1990年 - 岡崎建哉、サッカー選手
- 1990年 - 端戸仁、サッカー選手
- 1990年 - TOMOMI、ミュージシャン（SCANDAL）
- 1990年 - 堀江晶太、作編曲家、ミュージシャン（PENGUIN RESEARCH）
- 1990年 - カトリーナ・ハッカー、フィギュアスケート選手
- 1990年 - ジュリアーノ・ヴィクトル・デ・パウラ、サッカー選手
- 1991年 - かねこ、YouTuber（きまぐれクック）
- 1992年 - 仲村美海、グラビアアイドル、女優
- 1992年 - 江坂任、サッカー選手
- 1992年 - ラウラ・イカウニセ＝アドミディナ、陸上競技選手
- 1993年 - ケンブリッジ飛鳥、陸上選手
- 1993年 - 林あやの、アイドル（元並木橋ハイスクール、元虹色の飛行少女)
- 1993年 - 中川知香、モデル、女優
- 1994年 - シム・ウンギョン、女優
- 1994年 - 畠世周、プロ野球選手
- 1996年 - 野口真緒、女優
- 1996年 - 早坂香美、アイドル（kolme）
- 1996年 - 高田夏帆、タレント
- 1997年 - チョン・セウン、歌手
- 1997年 - 本村碧唯、アイドル（元HKT48）
- 1997年 - 坂井瑠星、騎手
- 1998年 - 桜井木穂、女優、元グラビアアイドル
- 1998年 - 三國スティビアエブス、サッカー選手
- 1999年 - 後藤ひなの、アイドル（dela）
- 1999年 - 夏海うらら、アイドル（元JAPANARIZM）
- 2000年 - 橘茉莉花、声優
- 2000年 - 檀崎竜孔、サッカー選手
- 2000年 - 岩田望来、騎手
- 2000年 - 澤井廉、プロ野球選手
- 2001年 - 東問、クイズプレイヤー、YouTuber（QuizKnock）
- 2001年 - 東言、クイズプレイヤー、YouTuber（QuizKnock）
- 2001年 - 山本透衣、サッカー選手
- 2001年 - 庄司陽斗、プロ野球選手
- 2002年 - 笹川吉康、プロ野球選手
- 2002年 - 難波実夢、競泳選手
- 2005年 - ヨンジェ、アイドル（TWS）
- 2005年 - 増田咲良、サッカー選手
- 2006年 - 峯島叶夢、アイドル（アイドルカレッジ）
- 2007年 - 井口虹姫、ファッションモデル
- 2008年 - 川原美杏、ファッションモデル
- 2013年 - 諏訪結衣、子役
- 2018年 - 村方乃々佳、童謡歌手
- 生年不詳 - 平賀マリカ、ジャズ歌手
- 生年不詳 - みもり、漫画家
- 生年不詳 - 和久原にこ、漫画家
- 生年不詳 - 亀井淳、声優
- 生年不詳 - 長谷川育美、声優
- 生年不詳 - 浦谷千恵、アニメ監督、アニメーター
- 生年不詳 - 坂野愛羽、声優

### 人物以外（動物など）
- 1992年 - マーベラスサンデー、競走馬、種牡馬（+ 2016年）

## 忌日

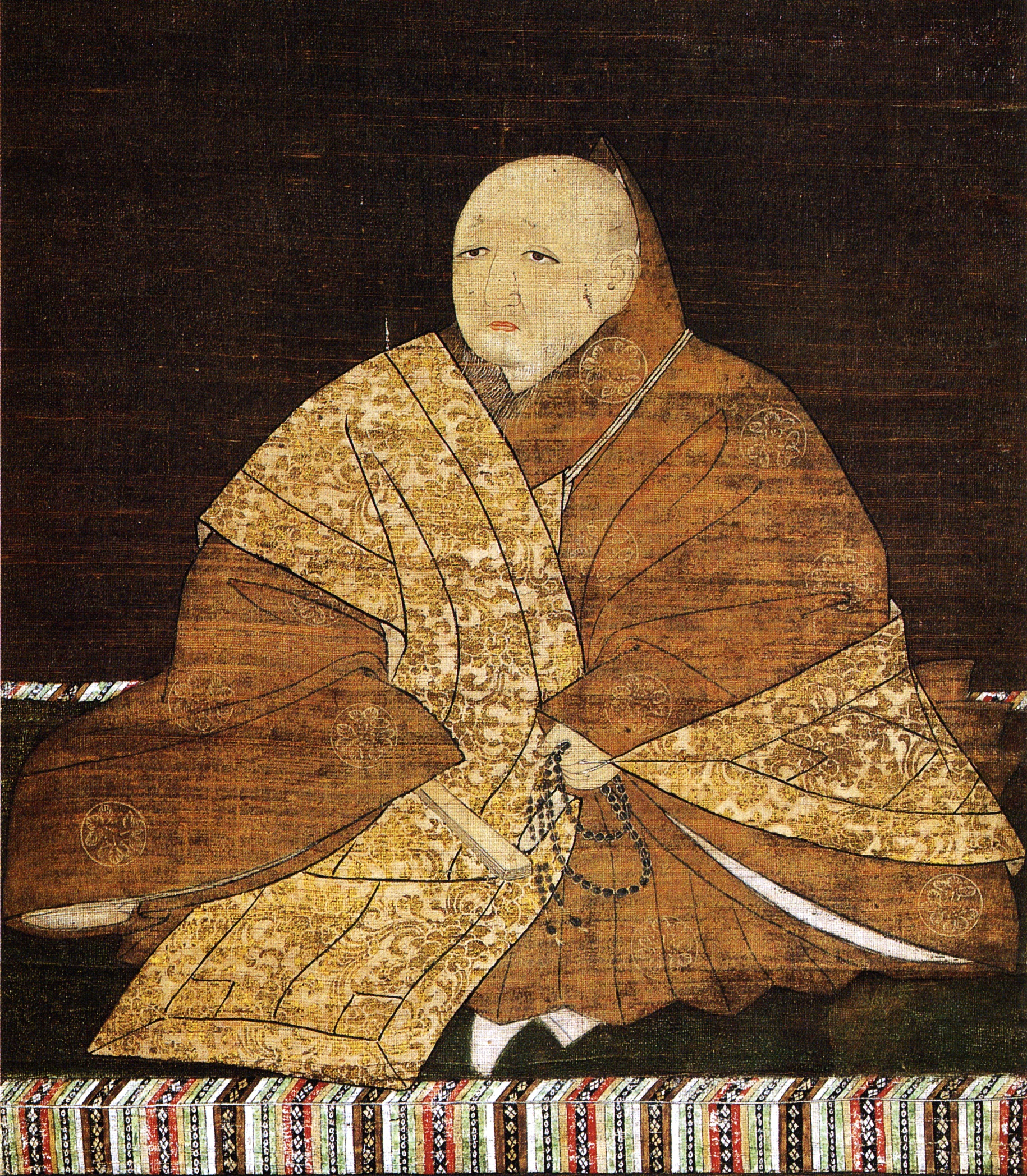
室町幕府第3代将軍足利義満(1358-1408)、急死。

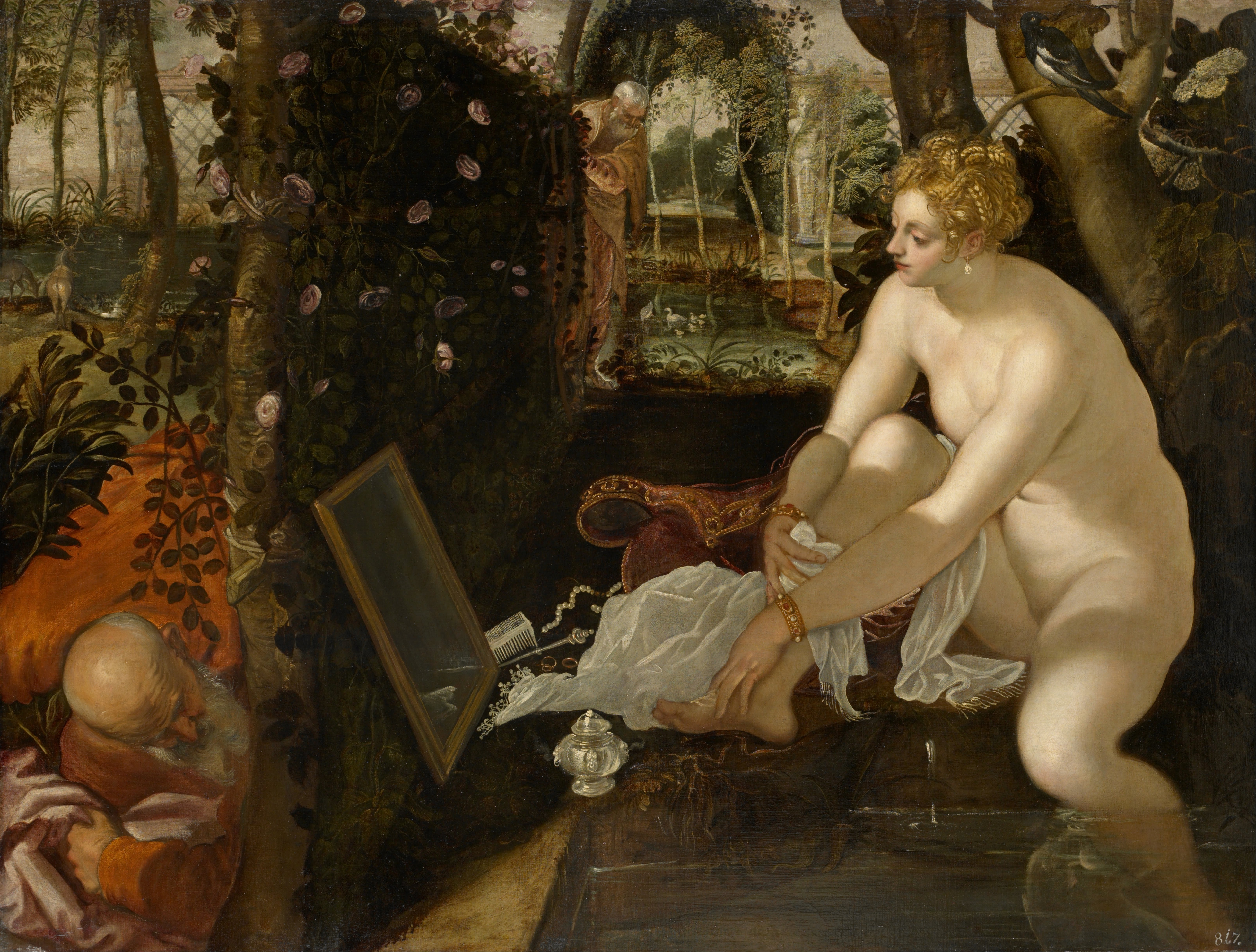
画家ティントレット(1518-1594)没。画像は『スザンナの水浴』(1550)

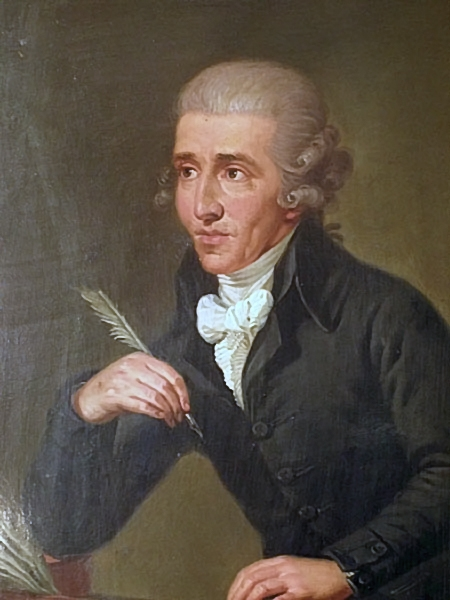
古典派を代表する作曲家フランツ・ヨセフ・ハイドン(1732-1809)没。

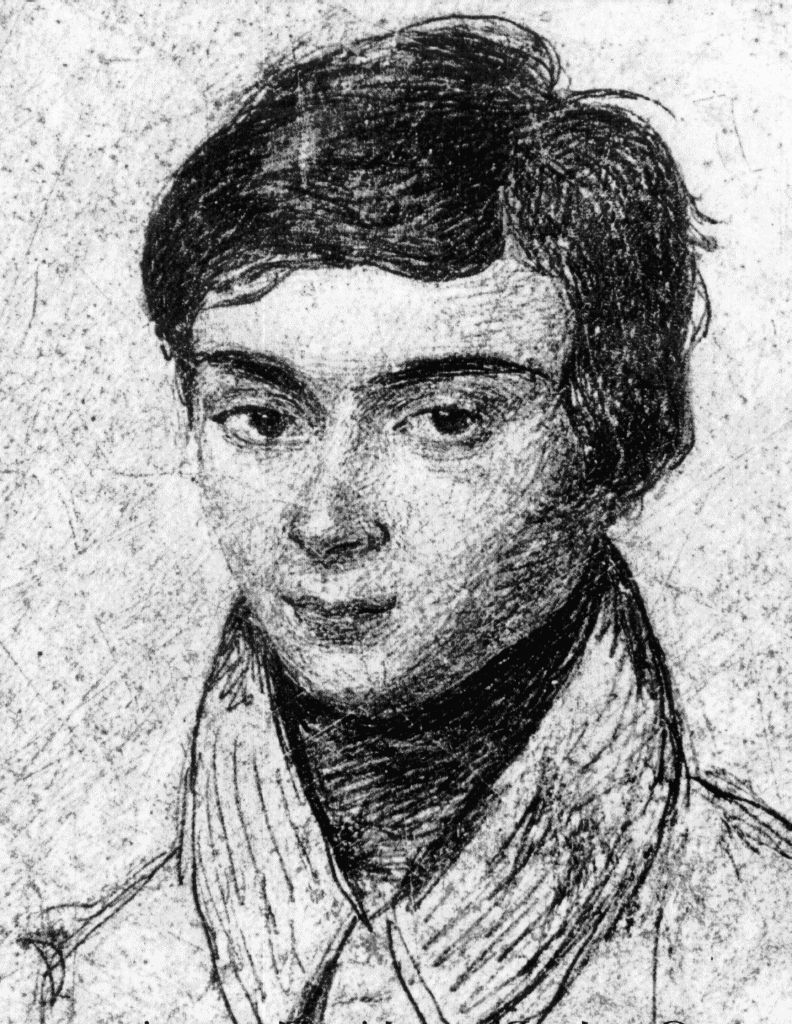
数学者エヴァリスト・ガロア(1811-1832)、決闘で死亡。

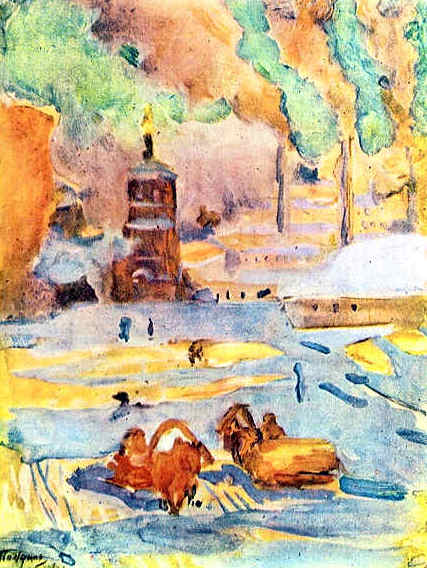
画家レオニード・パステルナーク(1862-1945)没。画像は『冬のモスクワ』(1912)

### 人物
- 1246年 - イザベラ、イングランド王ジョンの王妃（* 1188年）
- 1270年（文永7年5月10日） - 足利泰氏、鎌倉幕府の御家人（* 1216年）
- 1408年（応永15年5月6日） - 足利義満、室町幕府3代将軍（* 1358年）
- 1495年 - セシリー・ネヴィル、イングランド王エドワード4世とリチャード3世の母（* 1415年）
- 1585年（天正13年5月5日） - 毛利元秋、戦国時代の武将、毛利元就の五男（* 1552年）
- 1594年 - ティントレット、画家（* 1518年）
- 1680年 - ヨアヒム・ネアンダー、カルヴァン派牧師、神学者（* 1650年）
- 1740年 - フリードリヒ・ヴィルヘルム1世、プロイセン王（* 1688年）
- 1797年（寛政9年5月6日） - 蔦屋重三郎、黄表紙・洒落本・浮世絵出版者（* 1750年）
- 1799年 - ピエール・シャルル・ルモニエ、天文学者（* 1715年）
- 1806年 - ジョージ・マカートニー、外交官、植民地行政官（* 1737年）
- 1809年 - フランツ・ヨーゼフ・ハイドン、作曲家（* 1732年）
- 1809年 - ジャン・ランヌ、ナポレオン戦争期のフランス軍元帥（* 1769年）
- 1832年 - エヴァリスト・ガロア、数学者（* 1811年）
- 1846年 - フィリップ・マールハイネッケ、神学者、哲学者（* 1780年）
- 1862年（文久2年5月3日） - 景山粛、医師、儒学者（* 1774年?）
- 1867年 - テオフィル＝ジュール・ペルーズ　- 化学者（* 1807年）
- 1875年 - エリファス・レヴィ、詩人、神秘学思想家（* 1810年）
- 1902年 - 3代目桂藤兵衛、落語家（* 1849年）
- 1919年 - 水野仙子、小説家（* 1888年）
- 1924年 - 2代目三遊亭円遊、落語家（* 1868年）
- 1927年 - 柳家つばめ (2代目)、落語家（* 1875年）
- 1933年 - C・K・ドージャー、西南学院創立者（* 1879年）
- 1944年 - 嶋田青峰、俳人（* 1882年）
- 1945年 - レオニード・パステルナーク、画家（* 1862年）
- 1946年 - 高橋品子、第20代内閣総理大臣夫人（*1865年）
- 1947年 - アンリ・カサドシュ、ヴィオリスト（* 1879年）
- 1951年 - ヘルマン・ブロッホ、小説家、劇作家、評論家（* 1886年）
- 1953年 - ウラジーミル・タトリン、建築家、画家、彫刻家（* 1885年）
- 1954年 - ジョニー・キルベーン、プロボクサー（* 1889年）
- 1960年 - ヴァルター・フンク、ナチス・ドイツ経済相、国立銀行総裁（* 1890年）
- 1967年 - 佐藤寛次、農学者（* 1879年）
- 1970年 - テリー・ソーチャック、アイスホッケー選手（* 1929年）
- 1971年 - 山口蓬春、日本画家（* 1893年）
- 1974年 - 木村伊兵衛、写真家（* 1901年）
- 1978年 - ハンナ・ヘッヒ、ダダイスト（* 1889年）
- 1983年 - ジャック・デンプシー、プロボクサー（* 1895年）
- 1986年 - 西園寺不二男、政治家、実業家（* 1910年）
- 1986年 - レオ・ジェームス・レインウォーター、物理学者（* 1917年）
- 1988年 - 福永健司、第63代衆議院議長（* 1910年）
- 1990年 - 吉岡実、詩人（* 1919年）
- 1990年 - 大平志げ子、第68・69代内閣総理大臣夫人（*1916年）
- 1993年 - ドン・B・テータム、実業家、元ウォルト・ディズニー・カンパニー社長（* 1913年）
- 1993年 - 佐橋滋、官僚（* 1913年）
- 1993年 - 西条凡児、漫才師、漫談師（* 1914年）
- 1995年 - 伊藤正孝、ジャーナリスト、編集者、元朝日ジャーナル編集長（* 1936年）
- 1996年 - ティモシー・リアリー、心理学者（* 1920年）
- 1999年 - 山田忠男、プロ野球選手（* 1942年）
- 2000年 - ティト・プエンテ、ラテン音楽のミュージシャン（* 1923年）
- 2002年 - 多賀安郎、新聞編集者、実業家、政治家、プロボクサー（* 1905年）
- 2003年 - 南弘子、女優（* 1946年）
- 2003年 - 畠山久、俳優（* 1958年）
- 2005年 - 牧二郎、物理学者、京都大学名誉教授（* 1929年）
- 2006年 - レイモンド・デイビス、物理学者、ノーベル物理学賞受賞者（* 1914年）
- 2007年 - 杉山粛、政治家、元青森県むつ市長（* 1936年）
- 2008年 - ウガンダ・トラ、タレント、ドラマー（* 1952年）
- 2009年 - ミルヴィナ・ディーン、タイタニック号最後の生存者（* 1912年）
- 2010年 - 石原道博、東洋史学者、茨城大学名誉教授（* 1910年）
- 2010年 - ルイーズ・ブルジョワ、彫刻家（* 1911年）
- 2010年 - みな子、芸妓（* 1919年）
- 2010年 - 石井裕正、医学者、慶應義塾大学名誉教授（* 1938年）
- 2011年 - ポーリーン・ベッツ、テニス選手（* 1919年）
- 2011年 - 坊城俊周、実業家、元共同テレビジョン社長（* 1927年）
- 2012年 - 周汝昌、文学研究者、詩人（* 1918年）
- 2013年 - ジーン・ステイプルトン、女優（* 1923年）
- 2014年 - 藤木相元、占い師（* 1923年）
- 2014年 - マーサ・ハイヤー、女優（* 1924年）
- 2014年 - 森田松太郎、公認会計士、経営コンサルタント（* 1929年）
- 2015年 - 小泉博、俳優、司会者（* 1926年）
- 2016年 - ムハンマド・アブデルアズィーズ、政治家、元サハラ・アラブ民主共和国大統領（1947年）
- 2017年 - フレッド・J・コーネカンプ、撮影監督（* 1922年）
- 2017年 - 杉本苑子、小説家（* 1925年）
- 2017年 - 長谷川博隆、ローマ史研究者、名古屋大学名誉教授（* 1927年）
- 2017年 - 田中仙翁、茶道家（* 1928年）
- 2017年 - ラドリー・メツガー、映画製作者、映画配給者、映画監督（* 1929年）
- 2017年 - イルジー・ビエロフラーヴェク、指揮者（* 1946年）
- 2017年 - 永山文雄、政治家（* 1950年）
- 2019年 - パディ・ファヒー、作曲家（* 1916年）
- 2019年 - ロッキー・エリクソン、ミュージシャン、シンガーソングライター（* 1947年）
- 2020年 - アイリーン・トリプレット、最後の南北戦争年金受給者（* 1930年）
- 2020年 - 岡村春彦、俳優、演出家（* 1935年）
- 2020年 - クリスト、芸術家（* 1935年）
- 2020年 - 大西孝典、政治家　(* 1956年）
- 2020年 - ダニー・ハボック、プロレスラー（* 1986年）
- 2023年 - アミタイ・エツィオーニ、社会学者（* 1929年）
- 2023年 - 児島仁、実業家、第3代NTT社長（* 1930年）
- 2023年 - アマ・アタ・アイドゥ、詩人、脚本家、小説家（* 1942年）
- 2024年 - 川崎普照、彫刻家（* 1931年）
- 2024年 - 吉井正澄、政治家（* 1931年）
- 2024年 - 鈴木隆、元プロ野球選手（* 1933年）
- 2024年 - 吉田ルイ子、フォトジャーナリスト、元アナウンサー（* 1934年）
- 2024年 - 荒木幸彦、実業家（* 1943年）
- 2024年 - 本橋由香、女優（* 1978年）

### 人物以外（動物など）
- 2008年 - ローゼンクロイツ、競走馬（* 2002年）

## 記念日・年中行事

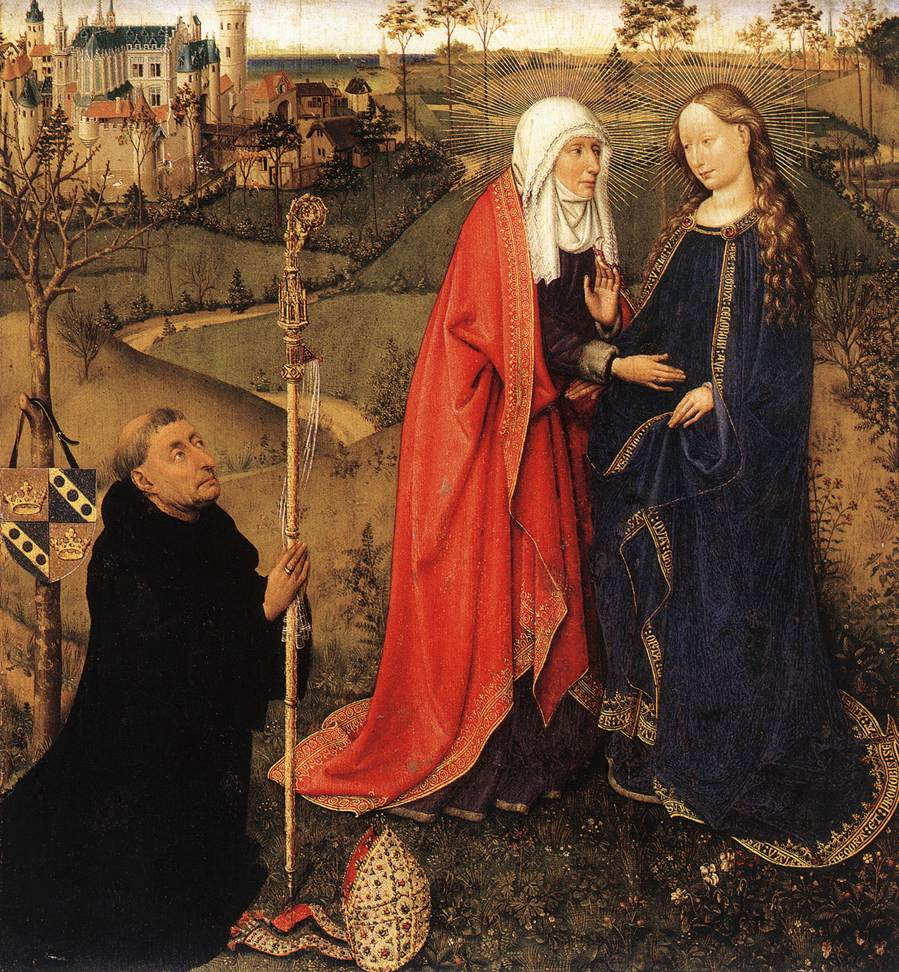
キリスト教のエリザベト訪問。画像はジャック・ダレー画(1435年頃)

- 世界禁煙デー（ 国際連合）
世界保健機関 (WHO) が1989年に制定。国際デーの一つ。
- ブルネイ王国軍記念日（ ブルネイ）
1961年のこの日、ブルネイ王国軍が発足したことを記念。
- エリザベト訪問の祝日（キリスト教）
- 青峰忌（ 日本）
新興俳句弾圧事件の犠牲になった俳人・嶋田青峰が1944年のこの日に亡くなったことによる。夏の季語の一つ[9]。
- もいわ山の日
北海道札幌市に位置する藻岩山が標高531メートルであることにちなむ。例年、この日の翌日（6月1日）に藻岩山の山開きが行われることから、この前後の数日にかけて関連イベントが催される[10]。